# Redon (koning)
Redon was volgens de legende, zoals beschreven door Geoffrey van Monmouth, koning van Brittannië. Hij werd voorgegaan door koning Eldol en werd opgevolgd door zijn zoon Redechius. Koning Redon regeerde van 152 v.Chr. - 146 v.Chr.